# الحنكة (الشاهل)

تعديل مصدري - تعديل

الحنكة هي إحدى قرى عزلة الامرور بمديرية الشاهل التابعة لمحافظة حجة، بلغ تعداد سكانها 313 نسمة حسب تعداد اليمن لعام 2004.